# Історія Єнакієвого
Територія, де розташоване місто Єнакієве, була обжита ще з давніх часів. У межах міста були відкриті стоянки кам'яного віку, кургани епохи міді та бронзи, скіфів та пізніх кочівників. На південній околиці Єнакієвого (між селами Авіловка та Розівка) ланцюжком зі сходу на захід завдовжки 3 км розташована група стародавніх курганів. За 1 рік до заснування міста в «Списках населених місць Російської імперії» вперше вказується «село Федорівка, володіння секунд-майора Ф. І. Жменева» (що виникло біля сучасного міста).

## Заснування
Постійні поселення на території сучасного міста засновані в 1783 році: села Роздольське (нині селище Роздолівка в межах міста) та Софіївка (Карло-Марксово). У 1795 році в них проживало 213 та 256 осіб відповідно.
У 1858 році було відкрито Софіївський кам'яновугільний рудник (у 1864 році на ньому видобуто 225 тис. пудів вугілля). Тоді ж поблизу сіл почалося будівництво казенного дослідного чавуноплавильного Петрівського заводу, названого на честь Петра I. На ньому вперше випробовували виплавку чавуну з місцевих руд на коксівному вугіллі. У 1866 році на заводі вперше в Росії було отримано такий чавун, але підприємство закрили.

## Розвиток промисловості
У 1895 інженерами Ф. Є. Єнакієвим та Б. А. Яловецьким та кількома бельгійськими підприємцями засновано Російсько-бельгійське металургійне товариство, яке до 1897 року збудувало навколо села Федорівка новий Петровський чавуноробний завод. Наприкінці XIX століття на ньому працювали 2 665 осіб. Біля заводу відкрилися кам'яновугільні копальні. Навколо підприємств склалися селища, які в 1898 об'єднані в один, названий на ім'я засновника Російсько-бельгійського товариства Єнакієве (назва походить від імені інженера-шляховика Ф. Є. Єнакієва). Таку саму назву отримала і місцева залізнична станція. Письменник О. І. Купрін, який перебував у 1896 році на службі на заводі, відобразив життя робітників селища в повісті «Молох».
До Першої світової війни в Єнакієвому збудовано коксохімічний, цегельний, пивоварний заводи, олійницю. Петровський завод став одним із найбільших металургійних заводів (3 місце) півдня Росії. 1913 року він дав 349,2 тис. тонн чавуну, 316,4 тис. тонн сталі, 280,1 тис. тонн прокату. На цей час у селищі були 2 готелі, їдальня, 2 пекарні, 4 магазини, лікарня, комерційне училище, 5 шкіл, кінематограф, клуб службовців металургійного заводу, бібліотека.
Постановою Тимчасового уряду від 3 червня 1917 року Єнакієве набуло статусу міста.

## Роки радянської влади
Унаслідок розрухи після Першої світової та Громадянської воєн у 1919—1921 роках Петровський завод був єдиним, який випускав сталь. У 1921 році утворено трест «Південьсталь», що об'єднав металургійні заводи Юзівки, Петрівки, Макіївки та Єнакієвого.
1924 року перейменовано шахти Єнакієвого:
- Софіївська шахта — імені Карла Маркса,
- Вірівська копальня — шахта «Червоний Профінтерн»,
- Нар'ївська копальня — шахта «Червоний Жовтень»,
- шахта «Бунге» — шахта «Юний Комунар».

1924 року всіма шахтами було видобуто 3,5 млн пудів вугілля. До 1925 року в Єнакієвому налічувалося 34 тис. жителів.
Після низки адміністративно-територіальних реформ у період з 1919 по 1925 роки Єнакієве отримало підтвердження статусу міста постановою Всеукраїнського Центрального Виконавчого Комітету та Ради Народних Комісарів від 13 березня 1925 року. У 1928 році він був перейменований в Рикове, на прізвище радянського партійного та державного діяча О. І. Рикова. Після арешту Рикова в 1937 році перейменований в Орджонікідзе на честь іншого радянського партійного та державного діяча Г. К. Орджонікідзе. Назва Єнакієве повернуте місту 1943 року. Упродовж років перших п'ятирічок тут побудовано коксохімічний і цементний заводи, завод металоконструкцій, аглофабрика, нові шахти, зокрема № 1-2, № 4 та інші. Великим подвигом єнакіївських металургів стало будівництво за 40 днів методом народного будівництва першої в СРСР розливальної машини. 1932 року від центру до селища Червоне містечко прокладено трамвайну лінію (див. Єнакієвський трамвай). Із 1933 по 1941 рік у місті діяв аероклуб, який підготував понад 400 льотчиків. Десять із них стали Героями Радянського Союзу, у тому числі льотчик-космонавт Г. Т. Береговий — двічі Героєм Радянського Союзу.
До 1939 року населення міста становило 88,2 тис. осіб. Місто обслуговували 11 лікарень, поліклініка, 71 школа, металургійний технікум, педучилище, фельдшерсько-акушерська школа, музична школа, понад 120 бібліотек, 2 палаци культури, 10 клубів. Видавалися 11 багатотиражних газет. 1934 року було відкрито російський драматичний театр. До меж міста увійшли старі селища: Червоний Профінтерн та Червоний Жовтень, збудовані нові райони: імені Ватутіна, Північний, Залізничний та інші. У 1950-х роках введено в експлуатацію завод залізобетонних виробів, експериментальний завод будівельних матеріалів, завод великоблочного домобудівництва, авторемонтний завод.
31 жовтня 1941 року радянські органи та війська залишили місто, окуповане німецькими військами.
3 вересня 1943 року Єнакієве було визволено від німецько-фашистської армії військами Південного фронту в ході Донбаської операції:
- 5-ї ударної армії у складі: 40-ї (полковник Козак Дмитро Васильович), 4-ї (полковник Нікітін Сергій Іванович), 34-ї Гвардійських стрілецьких дивізій (полковник Брайлян Пилип Васильович) 31-го гв. ск (генерал-майор Утвенко Олександр Іванович) та 320-ї стрілецької дивізії (генерал-майор Швигін Ілля Іванович) 9-го ск (генерал-майор Рослий Іван Павлович).
- Авіація дальньої дії у складі: частина сил 50-ї авіадивізії дальньої дії (полковник Меньшиков Федір Іванович), 6-го авіакорпусу дальньої дії (генерал-майор авіації Тупіков Георгій Миколайович).

Військам, що брали участь у визволенні Донбасу, в ході якого вони заволоділи м. Єнакієве, Артемівськ, Горлівка, Дебальцеве, Іловайськ, Костянтинівка, Чистякове (нині Торез) та іншими містами, наказом Верховного Головнокомандувача І. В. Сталіна від 8 вересня у столиці СРСР м. Москві дано салют 20 артилерійськими залпами із 224 гармат.
Наказом Верховного Головнокомандувача І. В. Сталіна в ознаменування перемоги з'єднанням, що відзначилися в боях за визволення міста Єнакієве, присвоєно найменування «Єнакіївських»:,
- 34-та гвардійська стрілецька дивізія (полковник Брайлян Пилип Васильович)
- 40-та гвардійська стрілецька дивізія (полковник Козак Дмитро Васильович)
- 320-а стрілецька дивізія (генерал-майор Швигін Ілля Іванович).[7]

4-та Гвардійська дивізія пізніше отримала назву Апостолово-Віденської.
За роки війни 29 мешканців міста були відзначені званням Героя Радянського Союзу:
- Береговий Г. Т.
- Величко Г. І.
- Волошин Н. Ф.
- Видренко Д. А.
- Гавриленко Л. І.
- Глєбов Л. І.
- Глобін Н. І.
- Ёлкін В. Д.
- Зінченко В. М.
- Кізюн П. К.
- Макєєв Є. А.
- Максюта І. М.
- Манагаров І. М.
- Марченко О. Я.
- Нарбут Б. З.
- Ніколаєнко Н. М.
- Однобоков П. М.
- Павлов І. М.
- Пузанов Л. І.
- Рибкін В. Ф.
- Рижков І. Є.
- Скворцов Н. А.
- Ситник В. М.
- Тітов А. Т.
- Трушкін В. Ф.
- Утін В. І.
- Федоров І. А.
- Чумак Д. М.
- Щербіна Н. С.

## Сучасна історія
13 квітня 2014 року, в ході протестів на Південному Сході України, Єнакієве було захоплене силами самопроголошеної Донецької Народної Республіки.